# 中川大輔
中川大輔（日语：／ Nakagawa Daisuke；1998年1月5日—）是日本男演員、模特兒，出身自東京都，研音旗下藝人。身高184cm。

## 簡歷
中川大輔於日本東京出生及長大，國中後移居至沖繩縣絲滿市，他曾在沖繩度過了三年的高中生活，畢業於興南中學校及高等學校。

## 演出作品

### 電視劇
- 東京白日夢女 第4話（2017年2月8日，日本電視台）- 飾演 模特兒朋友[6]
- 我的裙子，去哪了？（2019年4月20日－6月22日，日本電視台）- 飾演 須長傳次[7]
- 假面騎士ZERO-ONE（2019年9月1日－12月22日、2020年3月1日－8月16日、8月30日，朝日電視台）- 飾演 迅/假面騎士迅
- 極道主夫（2020年10月11日－12月13日，讀賣電視台・日本電視台）- 飾演 井田昇[8]
- 監察醫 朝顏 第2季 新春特別篇（2021年1月11日，富士電視台）- 飾演 田中[9]
- 我家女兒交不到男朋友！！（2021年1月13日－3月17日，日本電視台）- 飾演
- 無性別男孩熱戀中（2021年4月1日－6月3日，讀賣電視台・日本電視台）- 飾演 三輪玲[10]
- Voice 110緊急指令室（2021年7月10日－9月25日，日本電視台）- 飾演 片桐優斗[11]
- 阿佐谷姊妹的悠閒二人生活（2021年11月8日－12月20日，NHK綜合）- 飾演 高橋草輔[12]
- 畢業典禮上神谷詩子不在（2022年2月27日－3月27日，日本電視台）- 飾演 工藤健介
- 花嫁未滿逃跑（2022年4月8日－6月24日，東京電視台）- 飾演 松下尚紀[13]
- 花嫁未滿逃跑完結篇（2023年1月7日－28日，東京電視台）- 飾演 松下尚紀[14]
- 金田一少年之事件簿5 第5話（2022年5月29日，日本電視台）- 飾演 伊能耕平[15]
- 5分鐘後的意外結局（2022年9月29日，讀賣電視台・日本電視台）- 飾演 高村章一
- 連續電視小說『飛舞吧！』第48回・第73回・第81回・第82回・第84回（2022年12月7日・2023年1月17日・27日・30日・2月1日，NHK綜合）- 飾演 八神蓮太郎[16]
- 大奧「5代・德川綱吉×右衛門佐 篇」（2023年2月7日－3月14日，NHK綜合）- 飾演 秋本[17]
- 上癮。港區女子高中生（2023年2月25日－3月25日，日本電視台）- 飾演 工藤健介[18]
- 不可能合理～偵探・上水流涼子的解析～（2023年4月17日－6月26日，關西電視台，富士電視台）- 飾演 有田浩次[19]
- 搞笑勵志劇輕鬆生活的推薦（2023年7月4日－9月19日，NHK綜合）- 飾演 福池正門[20][21]
- 這個美好世界（2023年7月20日－9月14日，富士電視台）- 飾演 浜岡あきら[22]
- 這個美好世界 特別篇（2023年9月21日，富士電視台）- 飾演 浜岡あきら[23]
- 封閉女和寸止女（2023年10月11日－11月29日，東京電視台）- 飾演 本間隼斗[24]
- 沒有暖桌的家（2023年10月18日－12月20日，日本電視台）- 飾演 德丸康彥[25]
- patisserie MON（2024年1月11日－3月28日，東京電視台）- 飾演 土屋幸平[26]
- 她和男友的光明未來（2024年1月12日－2月23日，每日放送）- 飾演 西野洋平[27]
- 傳說的頭目 翔（2024年7月19日－9月6日，朝日電視台）- 飾演 櫻井亮太[28]
- 東京沙拉碗（2025年1月7日－3月4日，NHK綜合）- 飾演 杓野玲央[29]
- FOREST（2025年1月12日－3月2日，朝日電視台）- 飾演 槙野俊太郎[30]
- 小資女也想釣高富帥（2025年7月3日－，中京電視台・日本電視台）- 飾演 水沼脩[31]

### 電影
- 假面騎士令和The First Generation（2019年12月21日）：飾演 迅/假面騎士迅
- 劇場版 假面騎士ZERO-ONE REAL×TIME（2020年12月18日）：飾演 迅/假面騎士迅
- Wedding High（2022年3月12日）：飾演 松波浩司
- 味噌咖哩牛奶拉麵是你嗎？（2022年4月15日）：飾演 蝶野春
- 極道主夫 THE CINEMA（2022年6月3日）：飾演 井田昇
- 大洋蔥之下（2025年2月7日）：飾演 喜一

### OV作品
- ZERO-ONE Others 假面騎士滅亡迅雷（2021年3月26日）：飾演 迅/假面騎士迅
- ZERO-ONE Others 假面騎士Vulcan&Valkyrie（2021年8月27日）：飾演 迅

## 外部連結
- 經紀公司個人資料頁面（日語）